# Leona Kernen
Leona Kernen (* 25. Juli 2005 in Spiez) ist eine Schweizer Beachvolleyballspielerin. Bereits im Juniorenbereich erlangte sie beachtliche nationale und internationale Erfolge.

## Karriere
In der dritten Klasse begann Leona Kernen, Volleyball zu spielen. Nach einigen Jahren wechselte sie in den Sand und besuchte mit 15 Jahren das Sportgymnasium in Bern. Bereits bei den Junioren konnte sie sich mit nationalen und internationalen Erfolgen belohnen. Ihre Karriere in jungen Jahren krönte die Berner Oberländerin 2021 mit Gold bei der U18-Europameisterschaft in Ljubljana, 2023 mit je einem zweiten Platz bei der U20-Europameisterschaft in Riga und bei der U21-Weltmeisterschaft in Roi Et sowie 2024 mit Gold bei der U20-Europameisterschaft in Mysłowice. Die 1,78 m grosse Defensivspielerin spielte bis 2024 mit Muriel Bossart, aber hauptsächlich im Team mit Annique Niederhauser. Das Duo wechselte sich im Block ab. Noch als Sportgymnasiastin trainierte Kernen täglich im Beachcenter in Bern neben den Nationalteams.
Im Oktober 2024 verkündigte Kernen eine Teampartnerschaft zusammen mit Tanja Hüberli, der Gewinnerin der Bronzemedaille bei den Olympischen Spielen 2024. Ab November wurde das Training aufgenommen. Das Ziel ist die Qualifikation für die Olympischen Spiele 2028. Auf der World Pro Tour 2025 erreichten Hüberli/Kernen bei den ersten Turnieren in Mexiko beim Challenge in Yucatán Platz zwei und beim Elite16 in Quintana Roo Platz fünf.